# Финукейн, Пэт
Пэт (Патрик) Финукейн (англ. Pat Finucane; 1949 — 12 февраля 1989, Белфаст) — адвокат из Белфаста, защищавший нескольких членов Ирландской республиканской армии, в том числе Бобби Сэндса. Стал известен благодаря успешным действиям против британского правительства в нескольких важных случаях нарушения прав человека в 1980-х годах. Был убит лоялистами в своём доме. Двое убийц расстреляли его на глазах жены и троих детей, когда вся семья сидела за столом. В Финукейна было выпущено 14 пуль, его жена также была ранена в ходе нападения. Убийство Финукейна стало одним из самых резонансных за период конфликта в Северной Ирландии В 2004 году бывший лидер Ассоциации обороны Ольстера Кен Барретт признал себя виновным в этом преступлении.
В результате двух публичных расследований убийства был сделан вывод о причастности к нему британских спецслужб. В декабре 2012 года премьер-министр Великобритании Дэвид Кэмерон выступил с докладом, в котором признал сговор британских спецслужб с террористами из Ассоциации обороны Ольстера, результатом которого стало убийство адвоката.